# Selingen

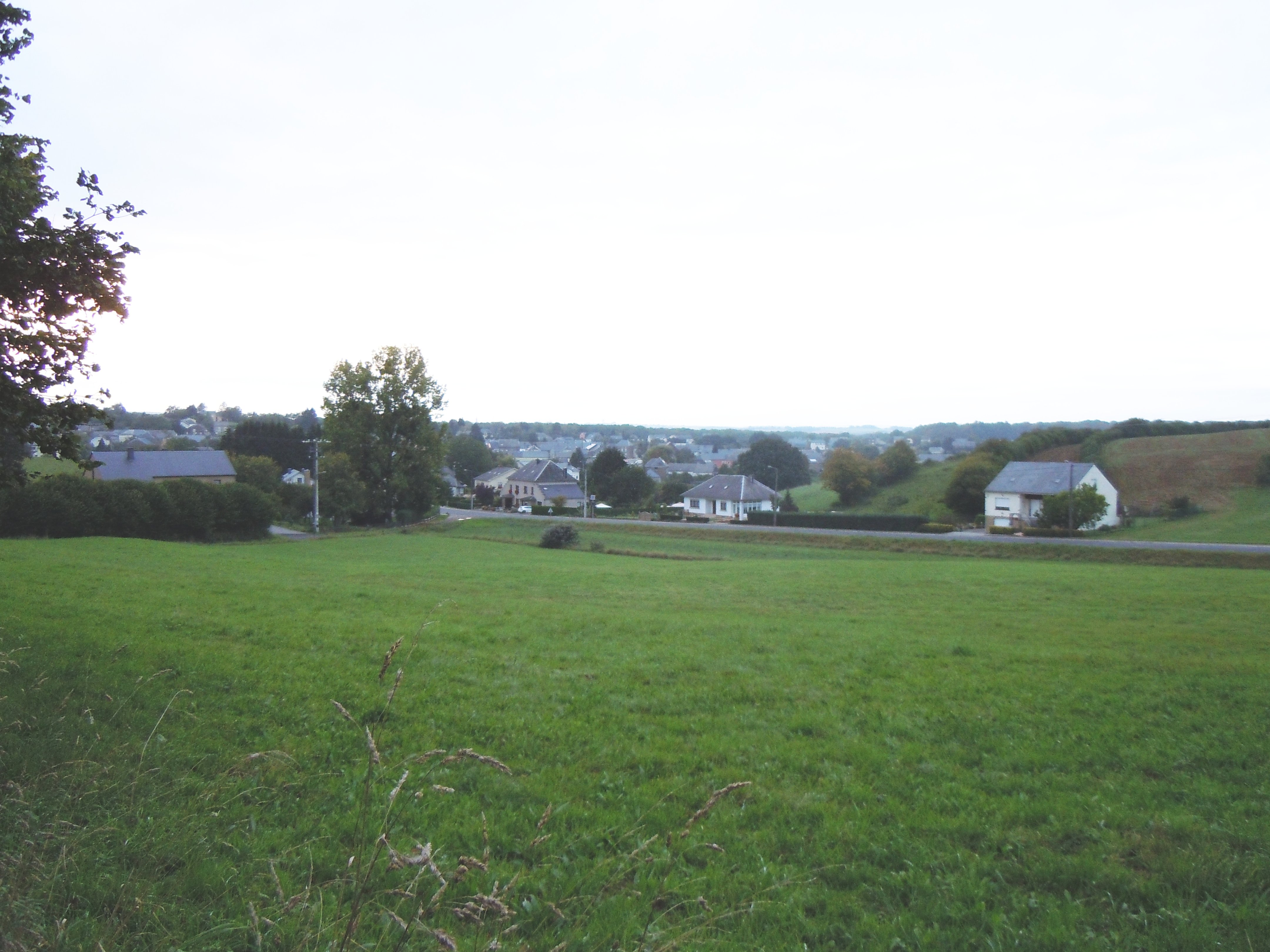
Sélange von Süden aus gesehen

Sélange (deutsch Selingen, luxemburgisch Séilen und in der wallonischen Sprache Sélindje) ist ein Ort in der Provinz Luxemburg, im Süden von Belgien.
Es ist seit geraumer Zeit ein Ortsteil der Gemeinde Messancy.
Selange zählte am 1. Januar 2020 762 Einwohner (402 Männer und 360 Frauen).
Die Amtssprache ist französisch, die Zahl der Sprecher der Sprache Luxemburgisch nimmt kontinuierlich ab.